# Kodeks pracy
Kodeks pracy – akt normatywny stanowiący zbiór przepisów regulujących prawa i obowiązki objęte stosunkiem pracy w odniesieniu do wszystkich pracowników, bez względu na podstawę prawną ich zatrudnienia (w niektórych przypadkach tylko w zakresie nieuregulowanym przez ustawodawstwo szczególne, np. ustawa o służbie cywilnej) oraz pracodawców.
Od 1 stycznia 1975 w Polsce obowiązuje ustawa z dnia 26 czerwca 1974 r. – Kodeks pracy (Dz.U. z 2022 r. poz. 1510). Zgodnie z jego art. 1 „określa prawa i obowiązki pracowników i pracodawców”.

## Zawartość kodeksu pracy
Kodeks pracy składa się z 15 działów:
- Dział pierwszy: Przepisy ogólne
- Dział drugi: Stosunek pracy
- Dział trzeci: Wynagrodzenie za pracę i inne świadczenia
- Dział czwarty: Obowiązki pracodawcy i pracownika
- Dział piąty: Odpowiedzialność materialna pracowników
- Dział szósty: Czas pracy
- Dział siódmy: Urlopy pracownicze
- Dział ósmy: Uprawnienia pracowników związane z rodzicielstwem
- Dział dziewiąty: Zatrudnianie młodocianych
- Dział dziesiąty: Bezpieczeństwo i higiena pracy
- Dział jedenasty: Układy zbiorowe pracy
- Dział dwunasty: Rozpatrywanie sporów o roszczenia ze stosunku pracy
- Dział trzynasty: Odpowiedzialność za wykroczenia przeciwko prawom pracownika
- Dział czternasty: Przedawnienie roszczeń
- Dział piętnasty: Przepisy końcowe

Działy dzielą się na rozdziały, a niektóre rozdziały – na oddziały.

## Kodeks pracy a Trybunał Konstytucyjny
Niezgodne z art. 92 ust. 1 Konstytucji RP z 1997 r. były art. 237 § 1 pkt 2 i 3 Kodeksu pracy w zakresie, w jakim nie określały wytycznych dotyczących treści rozporządzenia oraz wykonawcze do tych przepisów rozporządzenie Rady Ministrów z dnia 30 lipca 2002 r. w sprawie wykazu chorób zawodowych, szczegółowych zasad postępowania w sprawach zgłaszania podejrzenia, rozpoznawania i stwierdzania chorób zawodowych oraz podmiotów właściwych w tych sprawach (Dz.U. z 2002 r. nr 132, poz. 1115) – wyrok Trybunału Konstytucyjnego z dnia 19 czerwca 2008 r., sygn. P 23/07. Niekonstytucyjność usunięto ustawą z dnia 22 maja 2009 r. o zmianie ustawy – Kodeks pracy oraz o zmianie niektórych innych ustaw (Dz.U. z 2009 r. nr 99, poz. 825).